# یونی کائوکو
یونی کائوکو (فنلاندی: Joni Kauko؛ زادهٔ ۱۲ ژوئیهٔ ۱۹۹۰) بازیکن فوتبال اهل فنلاند است.
از باشگاه‌هایی که در آن بازی کرده‌است می‌توان به باشگاه فوتبال راندرس، باشگاه فوتبال اف‌اس‌وی فرانکفورت، باشگاه فوتبال انرژی کوتبوس، و باشگاه فوتبال اسبیرگ اشاره کرد.
وی همچنین در تیم‌های ملی فوتبال زیر ۲۱ سال فنلاند و فنلاند بازی کرده‌است.